# 김동현 (1988년생 격투기 선수)
김동현(金東炫, 1988년 9월 9일 ~), "마에스트로"라고도 알려진 김동현은 최근까지 UFC 라이트급에서 경쟁한 한국 종합 격투기 선수이다. 2019년이 되면서 링 네임 마동현을 사용했다.